# Bengalia ramsdalei
Bengalia ramsdalei är en tvåvingeart som först beskrevs av Andy Z. Lehrer 2005.  Bengalia ramsdalei ingår i släktet Bengalia och familjen spyflugor.
Artens utbredningsområde är Filippinerna. Inga underarter finns listade i Catalogue of Life.